# Steywal Motorenfabriek
De Steywal Motorenfabriek was een voortzetting van een smederij die uitgroeide tot een machinefabriek die ook een ingenieursbureau en een handel in motoren omvatte. Het bedrijf was oorspronkelijk gevestigd aan de Zuidblaak in Rotterdam, rond 1905 verhuisde het naar de Schans in Overschie. 

## Geschiedenis
In 1891 richtte Isaäc Gerard Steijaard een smederij op. Met behulp van zijn zoon Isaac startte de firma J G Steijaard circa 1903 met de vervaardiging van scheepsmotoren onder de naam Wilhelmina-motoren. In 1908 associeerden Steijaard sr en jr zich met de werktuigbouwkundig ingenieur Jacobus Jannette Walen onder de naam Steijaard & Jannette Walen, als producent van scheeps- en stationaire ruwolie-motoren. Na het overlijden van de grondlegger, in 1909, zetten de laatste twee genoemde  firmanten de onderneming voort, en in 1918 om in de nv Steywal Motorenfabriek. Het bedrijf leverde scheepsmotoren tot 180 pk onder de handelsnaam Steywal. Later werden de motoren verkocht onder de naam Steywal I.M.O.P. en adverteerde met fabrieken in Amsterdam en Rotterdam.  I.M.O.P. N.V. was gevestigd aan de Stationsweg in Rotterdam. Eind 1923 werd de onderneming geliquideerd. 